# Загорський Іван Оникійович
Іва́н Они́кійович Заго́рський (*26 листопада 1858, Бобринець — †24 серпня 1904) — український актор.

## Діяльність
Сценічну діяльність розпочав у російських провінціальних трупах. Працював в театрах М. Кропивницького, П. Саксаганського, М. Садовського, І. Карпенка-Карого. Ролі у виставах (Олеся, Доки сонце зійде…, По ревізії).
У 1889 році, коли один з таких театрів перебував у Єлизаветграді, Загорський побував на виставі театру Кропивницького. Він відразу переконався, яке провалля існує між справжнім мистецтвом і «халтурою». Загорський попросився у трупу Марка Лукича. Тут він познайомився з Любов'ю Ліницькою, незабаром вони побралися. Шлюб їхній щасливим не назвеш, вони недовго жили разом.
Іван Загорський не досягнув вершин своєї знаменитої дружини. Він ні разу не виступав у головній ролі, хоча брав участь у виставах за творами Кропивницького, а також у виставі «Шельменко-денщик» за п'єсою Квітки-Основ'яненка. Загорський був актором комічного плану. Звичайно, скласти конкуренцію у цьому плані Федору Левицькому, не кажучи вже про Панаса Саксаганського, він не міг. І все ж він залишив помітний слід в історії українського театру, хоча прожив на світі усього 46 років. 15 із них віддав професійному театру.

## Ролі
Шпак («Шельменко-денщик» Квітки-Основ'яненка), Писар, Павло, Мартин Хандоля, Гордій Поваренко («По ревізії», «Олеся», «Глитай, або ж Павук», «Доки сонце зійде, роса очі виїсть» Кропивницького), Голохвостий («За двома зайцями» Старицького).